# Підсилена поверхнею раманівська спектроскопія

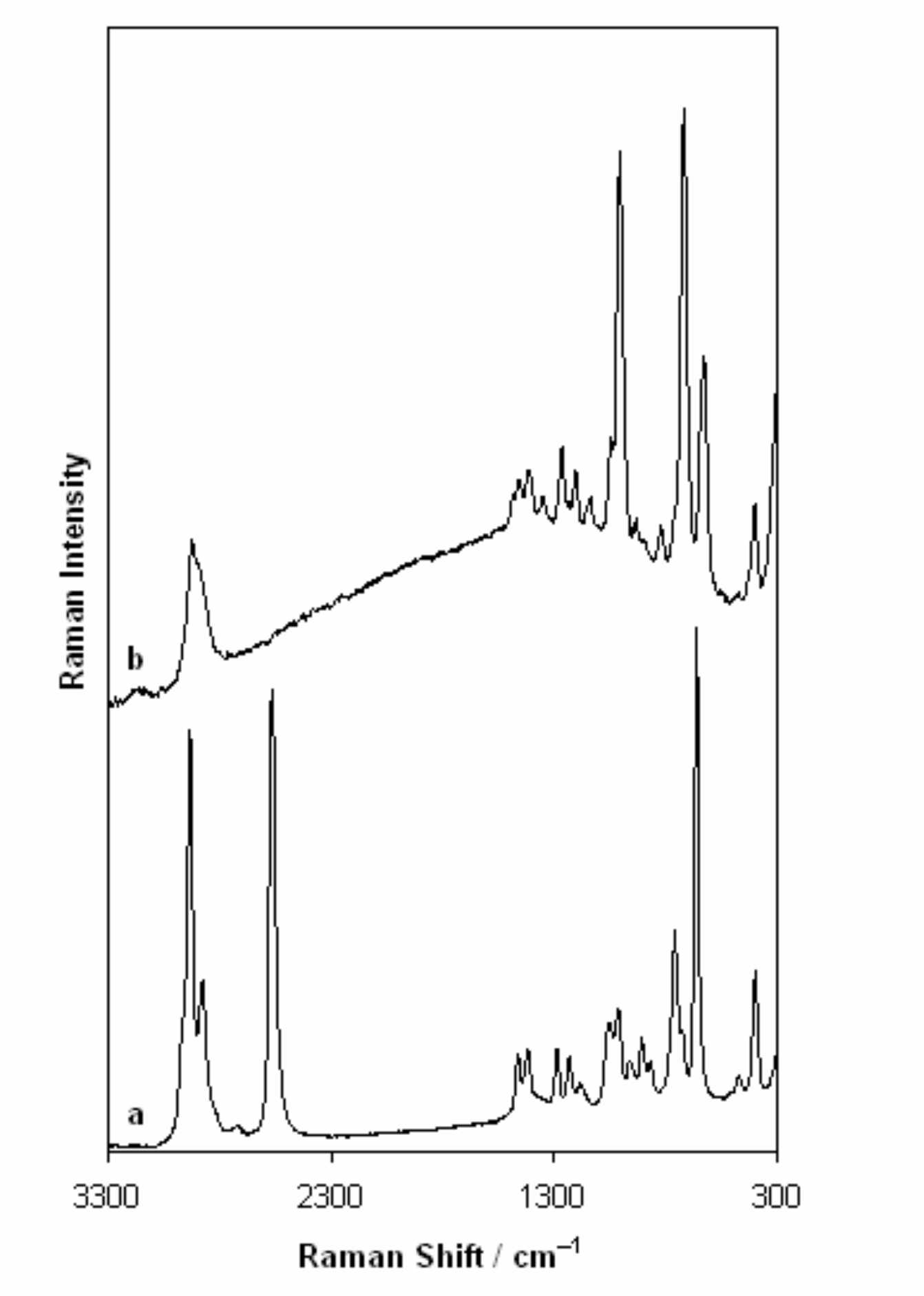
Раманівський спектр рідкого 2-меркаптоетанолу (внизу) та SERS-спектр моношару 2-меркаптоетанолу на горбистій поверхні срібла (вгорі). Спектри масштабовано та зміщено для ясності. Очевидна різниця в відборі: деякі смуги фігурують тільки в спектрі об'ємного зразка, а інші тільки в спектрі SERS.

Підсилена поверхнею раманівська спектроскопія (англійське скорочення SERS) — чутливий до властивостей поверхні метод підсилення раманівського розсіяння молекулами, адсорбованими на шорсткій поверхні металу або на наноструктурах. Підсилення може досягати значень 1010 — 1011, що створює можливість детектувати окремі молекули.

## Історія
Підсилення поверхнею інтенсивності раманівського розсіяння вперше спостерігали на молекулі піридину, адсорбованій на поверхні срібла, якій було надано шорсткість електрохімічним способом Мартін Флейшман, Патрік Гендра та Джеймс Маккіллан з Саутгемптонського університету 1973 року. У першій публікації наводиться підсилення в понад 4000 разів. 1977 року дві групи незалежно одна від одної прийшли до висновку, що збільшення концентрації розсіювачів не може пояснити підсилення сигналу. Кожна з цих груп запропонувала свій механізм підсилення, які й досі наводяться при поясненні цього ефекту. Жанмер та Ван Дойне
запропонували механізм електромагнітного підсилення, а Альбрехт та Крейтон — механізм переносу заряду.

## Механізм
Механізм підсилення досі точно не встановлено. Щодо нього в науковій літературі тривають дебати. Дві основні теорії пропонують різні механізми, але експериментально розрізнити їх не так просто. Електромагнітна теорія пов'язує підсилення із збудженням поверхневих плазмонів, а хімічна теорія зв'язує його з утворенням комплексів із переносом заряду. Хімічна теорія застосовна до молекул, що утворюють хімічний зв'язок з поверхнею, тож їй не до снаги пояснити всі експериментально зареєстровані випадки підсилення, а електромагнітна теорія застосовна тільки тоді, коли відбувається тільки фізисорбція молекули до поверхні. Недавній експеримент показав, що підсилення раманівського розсіяння відбувається й тоді, коли збуджені молекули перебувають відносно далеко від поверхні, на якій лежать металеві наночастинки, завдяки яким проявляється плазмонний ефект. Це спостереження надає сильну підтримку електромагнітній теорії. Дослідження 2015 року з застосуванням потужнішого методу SLIPSERS надало нові аргументи на користь електромагнітної теорії. 

### Електромагнітна теорія
Збільшення інтенсивності раманівського сигналу для адсорбатів на конкретних поверхнях відбувається внаслідок зумовленого поверхнею зростання електричного поля. Коли світло відбивається від нерівної поверхні, збуджуються локалізовані плазмони. Підсилення поля максимальне тоді, коли частота випромінювання  потрапляє в резонанс  із частотою поверхневого плазмона  ({\displaystyle \omega =\omega _{p}/{\sqrt {3}}} для сферичних частинок, {\displaystyle \omega _{p}} — плазмова частота). Для того, щоб відбулося розсіяння плазомонні коливання повинні бути перпендикулярними до поверхні; якщо вони паралельні до неї, розсіяння не відбувається. Саме через цю вимогу в експериментах із SERS, зазвичай використовуються шорсткі поверхні або структури з наночастинок, оскільки такі поверхні надають області, в яких можливі локалізовані колективні коливання. Потік світла на поверхню може спричинити на ній значне число різних явищ, але ситуація спрощується, коли нерівності на поверхні набагато менші від довжини світла, і найважливішим стає дипольний вклад у розсіяння. Наведені диполі пов'язані з плазмовими коливаннями, що призводить до підсилення локального поля. Раманівське розсіяння підсилюється настільки сильно, тому що збільшення інтенсивності електромагнітної хвилі відбувається двічі. У першу чергу підсилюється електрична складова хвилі, що падає на поверхню і збуджує раманівські моди в адсорбованій молекулі, що збільшує раманівський сигнал.  Поле розсіяної на молекулі хвилі підсилюється поверхнею ще раз, що в підсумку знову збільшує ефект. На кожній з цих двох стадій електричне поле підсилюється як  E2, і сумарне підсилення пропорційне E4.
Підсилення не однакове для всіх частот. Для світлової хвилі, для якої комбінаційно розсіяний сигнал лише трохи зміщений за частотою від частоти хвилі, що освітлює молекулу на поверхні, обидві хвилі, як та, що падає, так і розсіяна, можуть потрапити в резонанс із плазмовими коливанням, тоді підсилення розсіяння буде пропорційне E4. Якщо зміщення частоти велике, то обидві хвилі не можуть одночасно бути в резонансі з плазмовими коливаннями, а тому підсилення не може бути одночасно максимальним.
Резонанс із плазмонами також диктує вибір поверхні. Для збудження раманівських мод використовується світло видимого та близького інфрачервоного діапазонів. Зазвичай для експериментів із підсиленого поверхнею раманівського розсіяння використовують срібло та золото оскільки для них плазмонний резонанс припадає на цей діапазон частот, а тому можна досягнути максимального підсилення. Спектр поглинання міді також потрапляє в потрібний для  SERS діапазон. Наноструктури платини  та паладію теж мають плазмові резонанси в видимому та близькому інфрачервоному діапазонах.

### Хімічна теорія
Електромагнітна теорія підсилення працює для будь-якої молекули, але вона не може повністю пояснити величину ефекту в усіх дослідах.  Для багатьох молекул, особливо тих, що мають пари електронів, які не утворюють зв'язків у молекулі, а тому можуть прив'язувати її до поверхні, можливий інший механізм підсилення, в якому поверхневі плазмони не відіграють вирішальної ролі. Цей хімічний механізм ґрунтується на переносі заряду між хемісорбованою молекулою та поверхнею металу. Хімічний механізм працює тільки для особливих молекул і мабуть доповнює електромагнітний.
Для багатьох молекул перехід між вищою заповненою та нижчою незаповненою орбіталями потребує більше енергії. ніж енергія квантів світла, що використовується в експериментах із раманівського розсіяння. Коли ВЗМО та НВМО адсорбата розташовані симетрично щодо рівня Фермі металу, для переходу можна використати світло з половинною частотою, бо метал, на який переноситься заряд,  може працювати посередником.

## Поверхні
SERS можна спостерігати в колоїдних розчинах, проте найпоширенішим методом спостереження підсилення поверхнею раманівського розсіяння є нанесення рідини на поверхню кремнію чи скла з наноструктурами благородних металів. Перші експерименти проводилися на сріблі, поверхню якого робили шорсткою електрохімічним способом, а тепер поверхні часто готують наносячи них металеві наночастинки, або ж використовуючи літографію. Застосовуються також пористі підкладки. Застосовувався ще інший спосіб — утворення на поверхні наностовпчиків, декорованих сріблом. Широковживаною методикою є нанесення на кремнієву підкладку тонкого шару срібла, чого досягають зануренням її в насичений розчин нітрату срібла в n-октанолі. Із металів найчастіше використовують срібло та золото, однак пробували також алюміній, тому що його плазмова частота, на відміну від срібла та золота лежить в ультрафіолеті
. Цим зумовлений інтерес до використання алюмінію для SERS ультрафіолетового діапазону. На диво алюміній дає значне підсилення і в інфрачервоному діапазоні, що незрозуміло.
За останні десятиліття стало зрозуміло, що витрати на виробництво підкладок для  SERS повинні бути значно зменшені для широкого використання в аналітичній хімії. Цьому питанню надається багато уваги в дослідженнях, використовуються такі підходи як вимочування, синтез  in-situ, трафаретний друк, струйний друк
На підсилення сильно впливають форма та розміри наночастинок, оскільки ці фактори визначають відношення ймовірностей поглинання та розсіяння. Для кожного експерименту існують свої найкращі розміри нарочастинок та найкраща товщина поверхневої плівки.  Частинки, надто великі для збудження мультиполів, не випромінюють. Оскільки тільки дипольні переходи призводять до раманівського розсіяння, переходи вищих порядків зменшують загальну інтенсивність підсилення. Надто маленькі частинки втрачають провідність і не можуть підсилювати поле. Коли розмір частинки наближається до кількох атомів, визначення плазмона втрачає сенс, оскільки для нього потрібно, щоб разом узгоджено коливалося багато електронів.
Ідеальна поверхня для SERS повинна бути дуже однорідною й давати високе підсилення поля. Такі поверхні можна робити на кремнієвій підкладці великих розмірів.  Такі плазмонні метаповерхні високої якості дозволили мікроскопію надвисокої роздільної здатності, що використовує флуктуації підсиленого поверхнею раманівського розсіяння.

## Застосування
Поверхні з наночастинками, підготовлені для детектування раманіського розсіяння, використовуються для детектування рідкісних біомолекул, а тому можуть визначати присутність білків та біологічних рідин.  Таку методику використовували для виявлення сечовини та плазми крові, її можна розглядати як кандидат на нове покоління методів діагностики раку. Здатність аналізувати склад суміші на нанорівні робить підготовлених до SERS  поверхонь перспективними в дослідженнях довкілля, фармацевтиці, матеріалознавстві мистецтві та археологічних дослідженнях, при аналізі речових дослідів, для виявлення наркотичних речовин та вибухових матеріалів, аналізі якості харчових продуктів, детектування окремих клітин водоростей. Підсилене поверхнею раманівське розсіяння в поєднанні з плазмонними елементами може використовуватися для високочутливих методик виявлення взаємодії між біомолекулами.

### Детектування олігонуклеотидів
SERS можна використовувати для виявлення специфічних послідовностей ДНК та РНК, поєднуючи золоті та срібні наночастинки з раман-активними барвниками на кшталт Cy3. За допомогою цієї методики можна ідентифікувати однонуклеотидний поліморфізм. Золоті наночастини полегшують формування срібного покриття відзначених барвником ділянок ДНК чи РНК, створюючи можливість використання раманівської методики. Тут можливі різні засовування: наприклад Цао та інші повідомляють, що послідовність генів збудників ВІЛ, еболи, гепатиту та ящура можна з певністю ідентифікувати такою методикою, що має перевагу над флуоресцентними методами, оскільки деякі флуоресцентні маркери впливають на дію інших маркерів генів. Перевага такої методики в тому. що кілька раманівських барвників доступні комерційно, що може сприяти розвитку таких проб для детектування генів, що не перекривалися б з іншими.

## Правила відбору
Термін підсилена поверхнею раманівська спектроскопія мав би означати, що отримана інформація аналогічна традиційній раман-спектроскопії, тільки сигнал сильніший. Для більшості молекул так і є, спектри, підсилені поверхнею, не відрізняються від традиційних, але кількість зареєстрованих мод може бути іншою. У підсиленому поверхнею спектрі можуть спостерігатися нові моди, а інші моди можуть зникати. Моди, які реєструє будь-який спектроскопічний експеримент, визначаються симетрією молекули. Зазвичай їх класифікують, визначаючи правила відбору. За умов адсорбції молекули на поверхні симетрія системи змінюється, дещо модифікуючи симетрію самої молекули, що призводить до зміни мод, з якими взаємодіє світло. Одна зміна спільна для багатьох молекул із центром симетрії — адсорбуючись на поверхні вони втрачають цю властивість. Втрата центру симетрії знімає необхідність виконання правила взаємного виключення, яке стверджує, що вільні молекули можуть давати внесок або тільки в раманівський, або тільки в інфрачервоний спектр. Тому в підсиленому поверхнею спектрі можуть фігурувати моди, які зазвичай спостерігаються тільки в інфрачервоних спектрах.
Симетрія молекули змінюється по різному, в залежності від того, як вона прилипла до поверхні. У деяких експериментах можливо визначити орієнтацію адсорбованої молекули, аналізуючи підсилений поверхнею раманівський спектр, оскільки, в залежності від  орієнтації молекули, в ньому проявлятимуться різні моди.

## Виноски
1. ↑  Xu, X., Li, H., Hasan, D., Ruoff, R. S., Wang, A. X. and Fan, D. L. (2013), Near-Field Enhanced Plasmonic-Magnetic Bifunctional Nanotubes for Single Cell Bioanalysis. Adv. Funct. Mater.. doi:10.1002/adfm.201203822
2. ↑  Blackie, Evan J.; Le Ru, Eric C.; Etchegoin, Pablo G. (2009). Single-Molecule Surface-Enhanced Raman Spectroscopy of Nonresonant Molecules. J. Am. Chem. Soc. 131 (40): 14466—14472. doi:10.1021/ja905319w. PMID 19807188.
3. ↑  Blackie, Evan J.; Le Ru, Eric C.; Meyer, Matthias; Etchegoin, Pablo G. (2007). Surface Enhanced Raman Scattering Enhancement Factors: A Comprehensive Study. J. Phys. Chem. C. 111 (37): 13794—13803. doi:10.1021/jp0687908.
4. ↑  Nie, S; Emory, SR (1997). Probing Single Molecules and Single Nanoparticles by Surface-Enhanced Raman Scattering. Science. 275 (5303): 1102—6. doi:10.1126/science.275.5303.1102. PMID 9027306.
5. ↑  Le Ru, Eric C.; Meyer, Matthias; Etchegoin, Pablo G. (2006). Proof of Single-Molecule Sensitivity in Surface Enhanced Raman Scattering (SERS) by Means of a Two-Analyte Technique. J. Phys. Chem. B. 110 (4): 1944—1948. doi:10.1021/jp054732v. PMID 16471765.
6. ↑  Fleischmann, M.; PJ Hendra; AJ McQuillan (15 травня 1974). Raman Spectra of Pyridine Adsorbed at a Silver Electrode. Chemical Physics Letters. 26 (2): 163—166. Bibcode:1974CPL....26..163F. doi:10.1016/0009-2614(74)85388-1.
7. ↑  Jeanmaire, David L.; Richard P. van Duyne (1977). Surface Raman Electrochemistry Part I.  Heterocyclic, Aromatic and Aliphatic Amines Adsorbed on the Anodized Silver Electrode. Journal of Electroanalytical Chemistry. 84: 1—20. doi:10.1016/S0022-0728(77)80224-6.
8. ↑  Albrecht, M. Grant; J. Alan Creighton (1977). Anomalously Intense Raman Spectra of Pyridine at a Silver Electrode. Journal of the American Chemical Society. 99 (15): 5215—5217. doi:10.1021/ja00457a071.
9. ↑  Kukushkin, V. I.; Van’kov, A. B.; Kukushkin, I. V. (2013). Long-range manifestation of surface-enhanced Raman scattering. JETP Letters. 98 (2): 64—69. doi:10.1134/S0021364013150113. ISSN 0021-3640.
10. ↑  Архівована копія. Архів оригіналу за 7 квітня 2018. Процитовано 31 липня 2017.{{cite web}}:  Обслуговування CS1: Сторінки з текстом «archived copy» як значення параметру title (посилання)
11. ↑  Архівована копія. Архів оригіналу за 26 січня 2021. Процитовано 31 липня 2017.{{cite web}}:  Обслуговування CS1: Сторінки з текстом «archived copy» як значення параметру title (посилання)
12. 1 2  Smith, E.; Dent, G., Modern Raman Spectroscopy: A Practical Approach [Архівовано 1 січня 2014 у Wayback Machine.]. John Wiley and Sons: 2005 ISBN 0-471-49794-0
13. 1 2  Moskovits, M., Surface-Enhanced Raman Spectroscopy: a Brief Perspective [Архівовано 1 січня 2014 у Wayback Machine.]. In Surface-Enhanced Raman Scattering – Physics and Applications, 2006; pp. 1–18 ISBN 3-540-33566-8
14. 1 2  Campion, Alan; Kambhampati, Patanjali (1998). Surface-enhanced Raman scattering. Chemical Society Reviews. 27 (4): 241. doi:10.1039/A827241Z.
15. ↑  Creighton, J. Alan; Eadon, Desmond G. (1991). Ultraviolet?visible absorption spectra of the colloidal metallic elements. Journal of the Chemical Society, Faraday Transactions. 87 (24): 3881. doi:10.1039/FT9918703881.
16. ↑  Langhammer, Christoph; Yuan, Zhe; Zorić, Igor; Kasemo, Bengt (2006). Plasmonic Properties of Supported Pt and Pd Nanostructures. Nano Letters. 6 (4): 833—838. Bibcode:2006NanoL...6..833L. doi:10.1021/nl060219x. PMID 16608293.
17. ↑  Lombardi, John R.; Birke, Ronald L.; Lu, Tianhong; Xu, Jia (1986). Charge-transfer theory of surface enhanced Raman spectroscopy: Herzberg–Teller contributions. The Journal of Chemical Physics. 84 (8): 4174. Bibcode:1986JChPh..84.4174L. doi:10.1063/1.450037.
18. ↑  Lombardi, J.R.; Birke, R.L. (2008). A Unified Approach to Surface-Enhanced Raman Spectroscopy. Journal of Physical Chemistry C. 112 (14): 5605—5617. doi:10.1021/jp800167v.
19. ↑  Fleischmann, M.; Hendra, P.J.; McQuillan, A.J. (1974). Raman spectra of pyridine adsorbed at a silver electrode. Chemical Physics Letters. 26 (2): 163—166. Bibcode:1974CPL....26..163F. doi:10.1016/0009-2614(74)85388-1.
20. ↑  Mock, J. J.; Barbic, M.; Smith, D. R.; Schultz, D. A.; Schultz, S. (2002). Shape effects in plasmon resonance of individual colloidal silver nanoparticles. The Journal of Chemical Physics. 116 (15): 6755. Bibcode:2002JChPh.116.6755M. doi:10.1063/1.1462610.
21. ↑  Witlicki, Edward H. та ін. (2011). Molecular Logic Gates Using Surface-Enhanced Raman-Scattered Light. J. Am. Chem. Soc. 133 (19): 7288—7291. doi:10.1021/ja200992x.
22. ↑  Lin, Haohao; Mock, Jack; Smith, David; Gao, Ting; Sailor, Michael J. (August 2004). Surface-Enhanced Raman Scattering from Silver-Plated Porous Silicon. The Journal of Physical Chemistry B. 108 (31): 11654—11659. doi:10.1021/jp049008b.
23. ↑  Talian, Ivan; Mogensen, Klaus Bo; Oriňák, Andrej; Kaniansky, Dušan; Hübner, Jörg (August 2009). Surface-enhanced Raman spectroscopy on novel black silicon-based nanostructured surfaces. Journal of Raman Spectroscopy. 40 (8): 982—986. doi:10.1002/jrs.2213.
24. ↑  Kanipe, Katherine N.; Chidester, Philip P. F.; Stucky, Galen D.; Moskovits, Martin (23 серпня 2016). Large Format Surface-Enhanced Raman Spectroscopy Substrate Optimized for Enhancement and Uniformity. ACS Nano (англ.). Т. 10, № 8. с. 7566—7571. doi:10.1021/acsnano.6b02564. ISSN 1936-0851. Процитовано 4 січня 2025.
25. ↑  Shrestha, LK; Wi JS; Williams J; Akada M; Ariga K (March 2014). Facile fabrication of silver nanoclusters as promising surface-enhanced Raman scattering substrates. Journal of Nanoscience and Nanotechnology. 14 (3): 2245—51. doi:10.1166/jnn.2014.8538. PMID 24745219.
26. ↑  Dörfer, Thomas; Schmitt, Michael; Popp, Jürgen (November 2007). Deep-UV surface-enhanced Raman scattering. Journal of Raman Spectroscopy. 38 (11): 1379—1382. doi:10.1002/jrs.1831.
27. ↑  Mogensen, Klaus Bo; Gühlke, Marina; Kneipp, Janina; Kadkhodazadeh, Shima; Wagner, Jakob B.; Espina Palanco, Marta; Kneipp, Harald; Kneipp, Katrin (2014). Surface-enhanced Raman scattering on aluminum using near infrared and visible excitation. Chemical Communications. 50 (28): 3744. doi:10.1039/c4cc00010b.
28. ↑  Hoppmann, Eric P.; Yu, Wei W.; White, Ian M. (2014). Inkjet-Printed Fluidic Paper Devices for Chemical and Biological Analytics Using Surface Enhanced Raman spectroscopy (PDF). IEEE. IEEE. 20 (3): 195—204. doi:10.1109/jstqe.2013.2286076. Архів оригіналу (PDF) за 11 березня 2016. Процитовано 1 серпня 2017.
29. ↑  Lee, Chang H.; Tian, Limei; Singamaneni, Srikanth (2010). Paper-Based SERS. ACS. American Chemical Society. 2 (12): 3429—3435. doi:10.1021/am1009875. Процитовано 16 січня 2015.
30. ↑  Ngo, Ying Hui; Li, Dan; Simon, George P.; Garnier, Gil (2012). Gold Nanoparticle. Langmuir. American Chemical Society. 28 (23): 8782—8790. doi:10.1021/la3012734. Процитовано 16 січня 2015.
31. ↑  Ngo, Ying Hui; Li, Dan; Simon, George P.; Garnier, Gil (2013). Effect of cationic polyacrylamides on the aggregation and SERS. Journal of Colloid and Interface Science. Elsevier. 392: 237—246. doi:10.1016/j.jcis.2012.09.080.
32. ↑  Laserna, J. J.; Campiglia, A. D.; Winefordner, J. D. (1989). Mixture analysis and quantitative determination of nitrogen-containing organic molecules by surface-enhanced Raman spectrometry. Anal. Chem. American Chemical Society. 61 (15): 1697—1701. doi:10.1021/ac00190a022.
33. ↑  Chang, Yung; Yandi, Wetra; Chen, Wen-Yih; Shih, Yu-Ju; Yang, Chang-Chung; Chang, Yu; Ling, Qing-Dong; Higuchi, Akon (2010). Tunable Bioadhesive Copolymer Hydrogels of Thermoresponsive Poly( N -isopropyl acrylamide) Containing Zwitterionic Polysulfobetaine. Biomacromolecules. American Chemical Society. 11 (4): 1101—1110. doi:10.1021/bm100093g.
34. ↑  Qu, Lu-Lu; Li, Da-Wei; Xue, Jin-Qun; Zhai, Wen-Lei; Fossey, John S.; Long, Yi-Tao (7 лютого 2012). Batch fabrication of disposable screen printed SERS arrays. Lab Chip. 12 (5): 876—881. doi:10.1039/C2LC20926H. ISSN 1473-0189.
35. ↑  Yu, Wei W.; White, Ian M. (2013). Inkjet-printed paper-based SERS. Analyst. Royal Society of Chemistry. 138 (4): 1020. doi:10.1039/c2an36116g.
36. ↑  Hoppmann, Eric P.; Yu, Wei W.; White, Ian M. (2013). Highly sensitive and flexible inkjet printed SERS (PDF). Methods. Elsevier. 63 (3): 219—224. doi:10.1016/j.ymeth.2013.07.010. Архів оригіналу (PDF) за 5 березня 2016. Процитовано 1 серпня 2017.
37. ↑  Fierro-Mercado, Pedro M.; Hern, Samuel P. (2012). Highly Sensitive Filter Paper Substrate for SERS. International Journal of Spectroscopy. Hindawi Publishing Corporation. 2012: 1—7. doi:10.1155/2012/716527.{{cite journal}}:  Обслуговування CS1: Сторінки із непозначеним DOI з безкоштовним доступом (посилання)
38. ↑  H. Lu; Zhang, Haixi; Yu, Xia; Zeng, Shuwen; Yong, Ken-Tye; Ho, Ho-Pui (2011). Seed-mediated Plasmon-driven Regrowth of Silver Nanodecahedrons (NDs) (PDF). Plasmonics. 7 (1): 167—173. doi:10.1007/s11468-011-9290-8. Архів оригіналу (PDF) за 11 серпня 2017. Процитовано 1 серпня 2017.
39. ↑  Aroca, R., Surface-enhanced Vibrational Spectroscopy [Архівовано 1 січня 2014 у Wayback Machine.]. John Wiley & Sons (2006) ISBN 0-471-60731-2
40. ↑  Bao, Li-Li; Mahurin, Shannon M.; Liang, Cheng-Du; Dai, Sheng (2003). Study of silver films over silica beads as a surface-enhanced Raman scattering (SERS) substrate for detection of benzoic acid. Journal of Raman Spectroscopy. 34 (5): 394—398. Bibcode:2003JRSp...34..394B. doi:10.1002/jrs.993.
41. ↑  
Ayas, S. (2013). Label-Free Nanometer-Resolution Imaging of Biological Architectures through Surface Enhanced Raman Scattering. Scientific Reports. 3: 2624. doi:10.1038/srep02624.
42. ↑  Pallaoro, Alessia; Hoonejani, Mehran R.; Braun, Gary B.; Meinhart, Carl D.; Moskovits, Martin (28 квітня 2015). Rapid Identification by Surface-Enhanced Raman Spectroscopy of Cancer Cells at Low Concentrations Flowing in a Microfluidic Channel. ACS Nano (англ.). Т. 9, № 4. с. 4328—4336. doi:10.1021/acsnano.5b00750. ISSN 1936-0851. Процитовано 4 січня 2025.
43. ↑  Yang, J та ін. (May 2013). Surface-Enhanced Raman Spectroscopy Based Quantitative Bioassay on Aptamer-Functionalized Nanopillars Using Large-Area Raman Mapping (PDF). ACS Nano. 7 (6): 5350—5359. doi:10.1021/nn401199k. Архів оригіналу (PDF) за 4 березня 2016. Процитовано 1 серпня 2017.
44. 1 2  Han, YA; Ju J; Yoon Y; Kim SM (May 2014). Fabrication of cost-effective surface enhanced Raman spectroscopy substrate using glancing angle deposition for the detection of urea in body fluid. Journal of Nanoscience and Nanotechnology. 14 (5): 3797—9. doi:10.1166/jnn.2014.8184. PMID 24734638.
45. 1 2  Li, D; Feng S; Huang H; Chen W; Shi H; Liu N; Chen L; Chen W; Yu Y; Chen R (March 2014). Label-free detection of blood plasma using silver nanoparticle based surface-enhanced Raman spectroscopy for esophageal cancer screening. Journal of Nanoscience and Nanotechnology. 10 (3): 478—84. doi:10.1166/jbn.2014.1750. PMID 24730243.
46. ↑  Andreou, C., Mirsafavi, R., Moskovits, M., & Meinhart, C. D. (2015). Detection of low concentrations of ampicillin in milk. The Analyst, 140(15), 5003–5005. doi:10.1039/c5an00864f
47. ↑  Deng, Y; Juang Y (March 2014). Black silicon SERS substrate: Effect of surface morphology on SERS detection and application of single algal cell analysis. Biosensors and Bioelectronics. 53: 37—42. doi:10.1016/j.bios.2013.09.032.
48. ↑  Hoppmann, Eric та ін. (2013). Trace detection overcoming the cost and usability limitations of traditional SERS technology (PDF) (Технічний звіт). Diagnostic anSERS. Архів оригіналу (PDF) за 5 березня 2016. Процитовано 1 серпня 2017.
49. ↑  Wackerbarth H; Salb C; Gundrum L; Niederkrüger M; Christou K; Beushausen V; Viöl W (2010). Detection of explosives based on surface-enhanced Raman spectroscopy. Applied Optics. 49 (23): 4362—4366. doi:10.1364/AO.49.004362. Архів оригіналу за 1 червня 2018. Процитовано 1 серпня 2017.
50. ↑  Xu, Zhida; Jiang, Jing; Wang, Xinhao; Han, Kevin; Ameen, Abid; Khan, Ibrahim; Chang, Te-Wei; Liu, Logan (2016). Large-area, uniform and low-cost dual-mode plasmonic naked-eye colorimetry and SERS sensor with handheld Raman spectrometer. Nanoscale. 8: 6162—6172. doi:10.1039/C5NR08357E. Архів оригіналу за 20 вересня 2018. Процитовано 1 серпня 2017.
51. ↑  Cao, Y. C.; Jin, R; Mirkin, CA (2002). Nanoparticles with Raman Spectroscopic Fingerprints for DNA and RNA Detection. Science. 297 (5586): 1536—1540. Bibcode:2002Sci...297.1536C. doi:10.1126/science.297.5586.1536. PMID 12202825.
52. ↑  Moskovits, M.; Suh, J. S. (1984). Surface selection rules for surface-enhanced Raman spectroscopy: calculations and application to the surface-enhanced Raman spectrum of phthalazine on silver. The Journal of Physical Chemistry. 88 (23): 5526—5530. doi:10.1021/j150667a013.
53. ↑  Brolo, A.G.; Jiang, Z.; Irish, D.E. (2003). The orientation of 2,2′-bipyridine adsorbed at a SERS-active Au(111) electrode surface (PDF). Journal of Electroanalytical Chemistry. 547 (2): 163—172. doi:10.1016/S0022-0728(03)00215-8. Архів оригіналу (PDF) за 12 серпня 2017. Процитовано 1 серпня 2017.